# Ilham Abali
Ilham Abali (Vlissingen, 19 februari 2002) is een Nederlands voetbalspeelster. Ze kwam tot 2024 uit voor ADO Den Haag in de Vrouwen Eredivisie.

## Clubcarrière
In seizoen 2019–20 wordt zij vanuit het Talententeam overgeheveld naar de hoofdmacht van ADO Den Haag.
In februari 2020 liep Abali een zware knieblessure op, waardoor ze dat seizoen niet meer in actie kon komen. Ook het jaar daarop speelde ze nauwelijks meer. In 2024 besloot ADO Den Haag het aflopende contract van Abali niet te verlengen waardoor ze de club na vijf seizoen achter zich liet.

## Statistieken
| Seizoen | Club         | Land      | Competitie | Wedstrijden | Doelpunten |
| ------- | ------------ | --------- | ---------- | ----------- | ---------- |
| 2018/19 | ADO Den Haag | Nederland | Eredivisie | 3           | 0          |
| 2019/20 | ADO Den Haag | Nederland | Eredivisie | 5           | 0          |
| 2020/21 | ADO Den Haag | Nederland | Eredivisie | –           | –          |
| 2021/22 | ADO Den Haag | Nederland | Eredivisie | -           | 0          |
| 2022/23 | ADO Den Haag | Nederland | Eredivisie | 1           | 0          |
| 2023/24 | ADO Den Haag | Nederland | Eredivisie | 11          | 0          |
| Totaal  | Totaal       | Totaal    | Totaal     | 20          | 0          |

Laatste update: 17 oktober 2024

## Interlandcarrière
Op 17 oktober 2018 speelde Abali haar eerste wedstrijd voor Oranje O17.

## Privé
Abali woont in Vlissingen.